# Braquininos
Brachinini é uma tribo de carabídeos da subfamília Brachininae.

## Subtribos
- Aptinina Gistel, 1848
- Brachinina Bonelli, 1810
- Mastacina Erwin, 1970
- Pheropsophina Jeannel, 1949